# Društvo mladih geografov Slovenije
Društvo mladih geografov Slovenije (DMGS) je društvo študentov geografije in vseh geografskih navdušencev po duši in izobrazbi. Povezuje okoli 100 članov, ki so predvsem študenti Oddelka za geografijo Filozofske fakultete Univerze v Ljubljani, vendar to ni pogoj za članstvo.

## Zgodovina
Ustanovljeno je bilo leta 1988 kot Študentska sekcija Ljubljanskega geografskega društva. Je član Zveze geografov Slovenije, Zveze Komisp in mednarodne organizacije študentskih društev geografije in sorodnih ved EGEA (European Geography Association for Students and Young Geographers), s katerimi sodeluje in izvaja svoje aktivnosti.

## Namen društva
Med glavne namene društva spada:
- spodbujanje in izvajanje obštudijskih dejavnosti študentov geografije,
- povečevanje mobilnosti študentov,
- povezovanje študentov geografije in mladih geografov,
- sodelovanje z mednarodnimi in domačimi študentskimi in strokovnimi organizacijami,
- spodbujanje objave strokovnih in drugih prispevkov z izdajanjem študentskega glasila,
- medsebojna pomoč študentov in krepitev stanovske pripadnosti.

## Aktivnosti
DMGS skrbi za organizacijo
- mednarodnih študentskih izmenjav,
- mladinskega geografsko-raziskovalnega tabora,
- motivacijskega vikenda,
- eno in večdnevnih strokovnih ekskurzij po Sloveniji in v tujino,
- potopisnih in drugih strokovnih predavanj
- ter za izdajanje društvenega in študentskega glasila GEOmix.